# Strychnos barnhartiana
Strychnos barnhartiana är en tvåhjärtbladig växtart som beskrevs av Krukoff. Strychnos barnhartiana ingår i släktet Strychnos och familjen Loganiaceae. Inga underarter finns listade i Catalogue of Life.